# Vernon Victor Hickman
Vernon Victor Hickman (Glenorchy, 28 agosto 1894 – New Town, 20 novembre 1984) è stato uno zoologo e aracnologo australiano.

## Biografia
Laureato in Scienze naturali all'Università della Tasmania nel 1914, alla fine della prima guerra mondiale lavorò al dipartimento di chimica dell'università di Launceston. Nel 1932 divenne docente di biologia all'Università della Tasmania, incarico mantenuto fino al 1959..
Fu insignito di vari riconoscimenti: medaglia della Royal Society of Tasmania, medaglia della Royal Physiographical Society di Lund e della Clive Lord Memorial Medal

## Campo di studi
Si è occupato ad ampio raggio di vari settori della zoologia, prediligendo i ragni della Tasmania, descrivendone due famiglie (Symphytognathidae e Micropholcommatidae) e svariati generi e specie.

## Alcuni taxa descritti
- Micropholcommatidae Hickman, 1944 - famiglia di ragni
- Symphytognathidae Hickman, 1931 - famiglia di ragni
- Olgania Hickman, 1979 - genere di ragni della famiglia Micropholcommatidae
- Symphytognatha Hickman, 1931 - genere di ragni della famiglia Symphytognathidae
- Epigastrina fulva (Hickman, 1945) - ragno (Micropholcommatidae)
- Micropholcomma mirum (Hickman, 1945) - ragno (Micropholcommatidae)
- Neomaso antarcticus (Hickman, 1939) - ragno (Linyphiidae)
- Raveniella luteola (Hickman, 1945) - ragno (Micropholcommatidae)
- Ringina antarctica (Hickman, 1939) - ragno (Linyphiidae)

## Taxa denominati in suo onore
- Hickmania Gertsch, 1958 - genere di ragni della famiglia Austrochilidae
- Arkys hickmani Heimer, 1984 - ragno (Araneidae)
- Chenistonia hickmani Raven, 1984 - ragno (Nemesiidae)
- Episinus hickmani Caporiacco, 1949 - ragno (Theridiidae)
- Flavarchaea hickmani Rix, 2005 - ragno (Pararchaeidae)
- Hogna hickmani Caporiacco, 1955 - ragno (Lycosidae)
- Lampona hickmani Platnick, 2000 - ragno (Lamponidae)
- Litodamus hickmani Harvey, 1995 - ragno (Nicodamidae)
- Raveniella hickmani (Forster, 1959) - ragno (Micropholcommatidae)
- Tasmanoonops hickmani Forster & Platnick, 1985 - ragno (Orsolobidae)
- Tasmarubrius hickmani Davies, 1998 - ragno (Amphinectidae)
- Venatrix hickmani Framenau & Vink, 2001 - ragno (Lycosidae)

## Studi e ricerche principali
Di seguito alcune pubblicazioni aracnologiche:
- Hickman, V.V., 1927 - Studies in Tasmanian spiders. Part I. Pap. Proc. Roy. Soc. Tasman. 1926, pp. 52–86
- Hickman, V.V., 1933 - A new ctenizid spider from New South Wales. Ann. Mag. nat. Hist. (10) vol.12, pp. 210–216
- Hickman, V.V., 1939a - On a dipneumone spider (Risdonius parvus, gen. et sp. n.), the female of which has reduced palpi. Proc. zool. Soc. Lond. (B) vol.108, pp. 655–660
- Hickman, V.V., 1943 - On some new Hadrotarsidae (Araneae) with notes on their internal anatomy. Pap. Proc. R. Soc. Tasm. 1942, pp. 147–160
- Hickman, V.V., 1948 - Tasmanian Araneae of the family Hahniidae with notes on their respiratory systems. Pap. Proc. Roy. Soc. Tasman. 1947, pp. 21–35
- Hickman, V.V., 1951a - The identity of spiders belonging to the genus Amaurobioides Cambridge. Pap. Proc. R. Soc. Tasm. 1950, pp. 1–2
- Hickman, V.V., 1971 - Three Tasmanian spiders of the genus Celaenia Thorell (Araneida) with notes on their biology. Pap. Proc. R. Soc. Tasmania vol.105, pp. 75–82
- Hickman, V.V., 1981 - New Tasmanian spiders of the families Archaeidae, Cycloctenidae, Amaurobiidae and Micropholcommatidae. Pap. Proc. R. Soc. Tasm. vol.115, pp. 47–68